# Asplenium ochraceum
Asplenium ochraceum là một loài dương xỉ trong họ Aspleniaceae. Loài này được Sodiro mô tả khoa học đầu tiên năm 1893.
Danh pháp khoa học của loài này chưa được làm sáng tỏ. 